# A. S. Byatt
A.S. Byatt (Antonia Susan Byatt) (n. 24 august 1936, Sheffield, Anglia, Regatul Unit – d. 16 noiembrie 2023, Londra, Anglia, Regatul Unit) a fost o scriitoare britanică. A studiat la Quaker School in York, Newham College, Cambridge, Bryn Mawr College, Pennsylvania și Somerville College, Oxford.
A predat la London University și la Central School of Art and Design, iar din 1972 a devenit lector universitar în literatură engleză și americană la University College, Londra. În 1983 a renunțat la cariera universitară pentru a se dedica în întregime scrisului. A fost președinte al Society of Authors între 1986 și 1988, membru al Literature Advisory Panel al British Council între 1990 și 1998, și membru al juriului pentru numeroase premii literare, inclusiv pentru Booker Prize.
A fost unul dintre criticii literari de marcă ai momentului și a publicat permanent articole în numeroase cotidiene și reviste de specialitate, printre care și Times Literary Supplement, The Independent și Sunday Times.

## Romane
- Tetralogia Frederica: The Virgin in the Garden (1978), Still Life (1985) - Natură moartă, Babel Tower (1996) și A Whistling Woman (2002).
- Shadow of the Sun, 1964
- The Game, 1967
- Possession: A Romance, 1990

## Critică literară
- Degrees of Freedom: The Early Novels of Iris Murdoch (1965)
- Iris Murdoch: A Critical Study (1976)
- Wordsworth and Coleridge in Their Time (1970)

## Premii
- PEN/Macmillan Silver Pen Award - pentru Natură moartă
- Booker Prize - pentru Possession: A Romance
- Premiul Internațional pentru Ficțiune acordat de Irish Times - pentru Possession: A Romance
- Premiul Shakespeare pentru întrega sa activitate în slujba culturii britanice, decernat de către Fundația Alfred Toepfer, 2002

## Lucrări traduse în limba română
- Natură moartă, Editura Nemira, 2008